# Kjell Risvik
Kjell Risvik   (29 de juny de 1941 - 28 de març de 2021) fou un traductor de literatura a noruec de diverses llengües, incloent el català, l'anglès, el francès, l'alemany, l'hebreu, l'italià, el portuguès i l'espanyol. Va guanyar el Premi Brage Honorary al 2006, juntament amb la seva muller Kari Risvik.
Ha traduït del català al noruec obres tan conegudes com "Pandora al Congo" d'Albert Sánchez-Piñol, i "La Plaça del Diamant" i "Mirall trencat" de Mercè Rodoreda.